# Artillerietoren

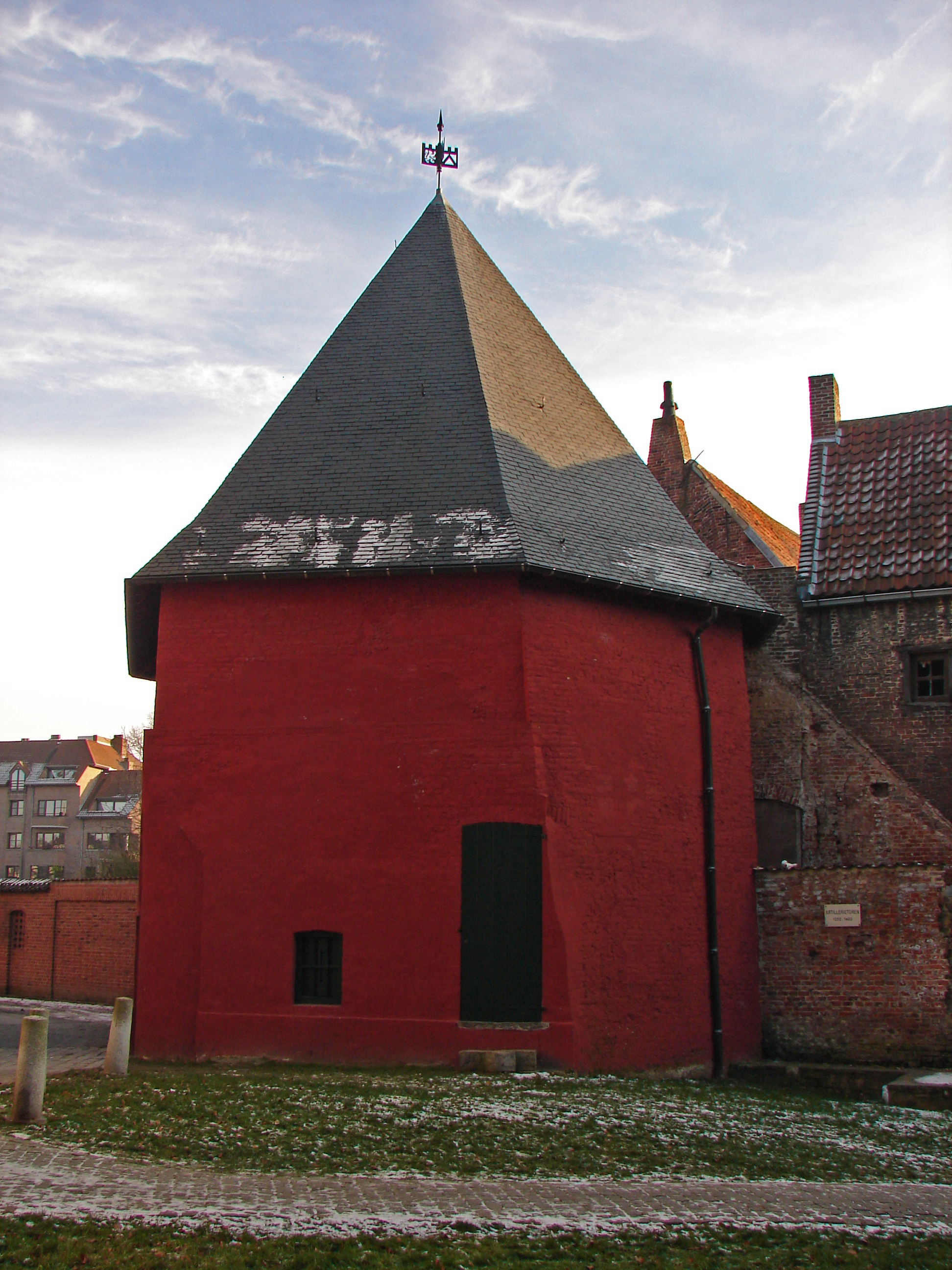
De toren na restauratie in 2009

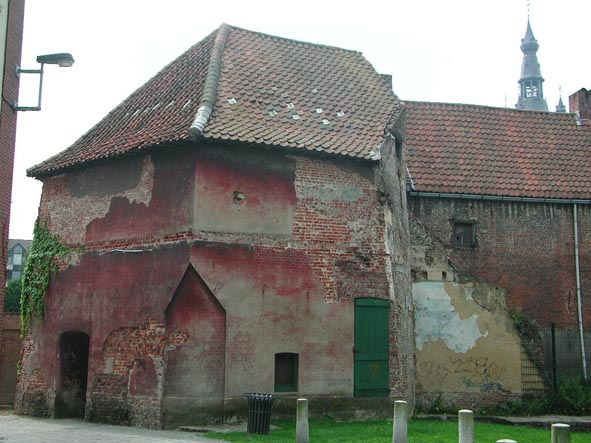
Uitzicht in 2002

De Artillerietoren of Armorietorre bevindt zich in de historische binnenstad van de Belgische stad Kortrijk, vlak bij de Onze-Lieve-Vrouwekerk. De toren is een authentiek stukje militaire bouwkunst uit de middeleeuwen. De toren bevond zich op een strategische plaats tussen de stadsgrachten en de kasteelgracht. De artillerietoren is een beschermd monument.

## Geschiedenis
Dit historische monument uit de 14de eeuw is een van de weinige restanten van de middeleeuwse Franse voorburcht. Deze werd samen met de toenmalige burcht in 1301-1302 opgericht door de Franse koning Filips de Schone in het kader van de Frans-Vlaamse oorlog tegen de graaf van Vlaanderen. Uit historische bronnen weet men dat de artillerietoren gebouwd is rond 1300. Zijn oorspronkelijke functie was een drinkwatertoren en hij maakte deel uit van de verdedigingsmuur rond de Onze-Lieve-Vrouwekerk.
Na 1359 werd hij verbouwd tot een bewaarplaats voor kanonnen. Rond 1400 maakte de toren deel uit van de stadsversterkingen en diende hij om buskruit en munitie aan te maken en op te bergen. Nog later geraakte de toren in vergetelheid en verviel hij.
In 1990 begon de Archeologische Stichting Zuid-West-Vlaanderen met opgravingen. De archeologen ontdekten dat de huidige toren op de restanten van een nog oudere toren stond. Binnenin vonden ze een waterput met daarin een grote hoeveelheid wapens, munitie en munten. Algauw werd de toren als historisch monument geklasseerd. Eind 2005 was de restauratie klaar. Samen met de twee Broeltorens vormt de Artillerietoren het enige wat nog rest van de Kortrijkse stadsomwallingen sinds in 1684 het Franse leger een spoor van vernieling door de stad trok.